# Sylvie
Sylvie  est un prénom féminin.

## Sens et origine du nom
Étymologie : du latin Silvia, féminin de Silvius, qui vient de silva : « la forêt ».
Fête : le 5 novembre.

## Variantes
On note les variantes ou diminutifs directs Silvia, Silvie, Sylvette, Sylvia et la forme masculine Silvio. Le prénom Sylviane et ses variantes Silviana, Silviane, Silvianne, Sylviana, Sylvianne et Sylvienne ont la même étymologie et sont fêtés le même jour.
Variantes linguistiques
- en anglais : Silvia, Sylvia ;
- en espagnol : Silvia ;
- en finnois : Silvia ;
- en hongrois : Szilvia ;
- en italien : Silva, Sylvia, Sylva ;
- en lituanien : Silvija ;
- en roumain : Silvia.

## Popularité du prénom
Sylvie est aussi un prénom de la Révolution française, présent dans le calendrier républicain, et assez répandu au XIXe siècle. Il connait une vogue importante dans les années 1960, où il est donné à une femme sur quinze en 1964. Dans les années 2000, il est donné une centaine de fois par an. Dans le calendrier républicain, il se fêtait le 27 ventôse.

### Saintes
- Sylvie de Rome († 592), mère du pape Grégoire le Grand (fête le 5 novembre).
- Sylvie Cardosa (1882-1950), laïque portugaise, fondatrice d'œuvres caritatives (fête le 2 novembre).

### Personnalités
- Pour l'ensemble des articles sur les personnes portant ce prénom, consulter :
  - la liste des articles dont le titre commence par ce prénom
  - les listes produites par Wikidata : Liste des personnes de prénom « Sylvie » — même liste en incluant les éventuels prénoms composés qui contiennent « Sylvie ».
- Sylvie Flepp, actrice française ;
- Sylvie Guillem, danseuse française ;
- Sylvie Joly, comédienne française ;
- Sylvie Tellier, Miss France 2002 et directrice générale de la société Miss France de 2007 à 2022 ;
- Sylvie Testud, comédienne française ;
- Sylvie Vartan, chanteuse française ;
- Szilvia Péter Szabó, chanteuse hongroise.

### Pseudonymes
- Sylvie, nom de scène de l'actrice Louise Pauline Mainguené (1883-1970) ;

## Personnage de fiction et œuvres d'art

### Littérature
- Gérard de Nerval a écrit des nouvelles poétiques : Les Filles du feu, parmi lesquelles Sylvie (1853).  Sylvie sur Wikisource.
- À demain, Sylvie, roman d'Henri Troyat.
- Sylvie, bande dessinée tout public publiée de 1952 à 1994.

### Musique
- Sylvie, est le titre d'un ballet en trois actes de Léo Delibes.
- Sylvie, opéra d'Ernest Guiraud (1864).
- Sylvie Vartan a sorti deux albums sous son prénom Sylvie en 1962 et Sylvie en 2004.

## Botanique
- Sylvie (Anemone nemorosa), espèce de plantes herbacées des sous-bois tempérés de l'hémisphère nord.